# Бель-Агач
Бель-Агач (каз. Белағаш) — село в Бородулихинском районе Абайской области Казахстана. Административный центр Бель-Агачского сельского округа. Находится примерно в 20 км к западу от районного центра, села Бородулиха. Код КАТО — 633835100.

## Население
В 1999 году население села составляло 1249 человек (596 мужчин и 653 женщины). По данным переписи 2009 года, в селе проживали 1033 человека (480 мужчин и 553 женщины).